# Рыбак из Внутриморья
«Рыбак из Внутриморья» (англ. A Fisherman of the Inland Sea) — названия сборников научно-фантастических рассказов и коротких повестей Урсулы Ле Гуин, которое относится, во-первых, к циклу из трёх повестей Хайнского цикла, во-вторых, к сборнику, в который, наряду с повестями упомянутого цикла, вошли ещё пять рассказов (всего восемь произведений).

## Состав
В цикл вошли три повести: 
- «История Шобиков» (1990) (The Shobies Story),
- «Танцуя Ганам» (1993) (Dancing to Ganam),
- «Ещё одна история, или Рыбак из Внутриморья» (1994) (Another Story, or A Fisherman of the Inland Sea).

Цикл переводился на русский язык, входящие в него повести издавались вместе и по отдельности.
Одноимённый сборник автора издавался на английском языке.
Наряду с упомянутыми повестями в сборник вошли рассказы («Первый контакт с Горгонидами», «Сон Ньютона», «Восхождение по северной стороне», «Камень, изменивший мир», «Керастион») . 
Базовое произведение цикла — «Ещё одна история, или Рыбак из Внутриморья» — опубликовано в 1994 году. Оно определяется как повесть. Две первые короткие повести, будучи самостоятельными произведениями, выполняют также роль приквела и описания мира, где разворачивается действие заключительной повести.

## Содержание
Слабо связанные между собою сюжеты трёх повестей цикла строятся вокруг истории разработки и освоения технологии мгновенных (или просто сверхсветовых) перемещений (предметов и живых существ) в пространстве, которая получила название «чартен» . Эта технология упоминается в других произведениях Хайнского цикла реже, чем «ансибл» (технология мгновенной передачи информации), и играет там ещё меньшую роль (изолированность миров, их оторванность друг от друга - один из важных признаков легуиновской хайнской Ойкумены, играющих сюжетную роль в большинстве произведений цикла, таких, как «Левая рука тьмы» и т.д.).